# Короткая стрижка и кудри
«Короткая стрижка и кудри» (англ. The Short & Curlies) — короткометражный фильм режиссёра Майка Ли, вышедший на экраны в 1987 году. Номинант на премию BAFTA за лучший короткометражный фильм. Успешность этого небольшого проекта позволила Ли получить финансирование на съёмку первого за много лет полновесного кинофильма — ленты «Высокие надежды».

## Сюжет
Джой — продавщица в аптеке и постоянная клиентка болтливой парикмахерши Бетти. Регулярное изменение причёски Джой служит важным аспектом развития её отношений с Клайвом, смешливым парнем, любящим к месту и не к месту вставлять дурацкие шуточки. Параллельно Бетти пытается уговорить свою застенчивую дочь Шарлин завести парня.

## В ролях
- Элисон Стедман — Бетти, парикмахер
- Сильвестра Ле Тузель — Джой, продавщица в аптеке
- Дэвид Тьюлис — Клайв, парень Джой
- Венди Ноттингем — Шарлин, дочь Бетти